# Priamima rubicunda
Priamima rubicunda là một loài bọ cánh cứng trong họ Corylophidae. Loài này được MacLeay miêu tả khoa học đầu tiên năm 1873.